# Gian Battista Bonelli
Gian Battista Bonelli (fl. XIX secolo) è stato un politico sammarinese vissuto tra il 1802 e il 1853.
Fu membro della famiglia Bonelli che aveva un importante ruolo nella vita politica sammarinese nel XIX secolo. Nel 1853 divenne segretario di stato di San Marino. Sempre lo stesso anno, il 14 febbraio venne ucciso con un'arma da fuoco da Luigi Pasqui con il suo complice Marino Giovannarini (fu ucciso davanti casa, accanto Palazzo Mercuri). L'omicidio è associato alla sua attività politica e al suo tentativo di riforma di San Marino; infatti, Bonelli fu un sostenitore molto attivo nel modernizzare e riformare la Repubblica del Titano.
La sua morte segnò un punto di svolta per San Marino e tutt'oggi è ricordato per il suo pensiero.